# Demokratische Linke (1999)
Die Demokratische Linke (DL) ist eine deutsche, nur in Berlin aktive Kleinpartei, die 1999 von ehemaligen Mitgliedern der (damaligen) PDS, der Grünen und der SPD gegründet wurde. Bei Wahlen blieb sie erfolglos und gewann keine Mandate. 

## Geschichte
Im Berliner Bezirk Friedrichshain hatten seit 1996 mehrere Bezirksverordnete von SPD, PDS und Grünen ihre Fraktionen verlassen und die Demokratische Linke Liste (DLL) gegründet. Daraus entstand 1999 die DL. Von Mai 1999 bis November 1999 war sie im Berliner Abgeordnetenhaus durch Ida Schillen vertreten, die aus Protest gegen den Kosovo-Krieg die Grünen verlassen hatte, aber weiter dem Parlament angehörte. Dies endete mit der Wahl zum Abgeordnetenhaus von Berlin 1999, bei der die DL mit 0,1 % der Zweitstimmen die Fünfprozenthürde verfehlte. 

## Wahlergebnisse
Bei der Wahl der Bezirksverordnetenversammlung 1999 erreichte die DL in Friedrichshain 0,5 % und damit keine Mandate. In Kreuzberg erreichte die DL ebenfalls 0,5 %, in Prenzlauer Berg 0,3 %, in Mitte und Tiergarten 0,2 %, in den übrigen Bezirken zwischen 0,0 % und 0,1 %.
Seit 2001 tritt die DL bei den Abgeordnetenhauswahlen nur noch mit Direktkandidaten an. Sie erhielten bei der Wahl 2001 in Prenzlauer Berg zwischen 0,9 % und 1,1 % der Erststimmen, 2011 erreichte ein Direktkandidat in Friedrichshain-Kreuzberg 0,3 % der Stimmen im Wahlkreis. Auch 2021 und 2023 stellte die DL nur Direktkandidaten auf, auf die 23 bzw. 30 Erststimmen entfielen.

## Namensstreit
Im Juni 2005 geriet die Partei in die Schlagzeilen. Die PDS erwog im Rahmen ihrer Kooperation mit der WASG, sich in „Demokratische Linke – PDS“ umzubenennen. Die Demokratische Linke erwog, gegen die Verwendung dieses Namens zu klagen, verwarf dies jedoch, als PDS und WASG erklärten, auf diesen Namen zu verzichten.